# Сучасний ритм-енд-блюз
Сучасний ритм-енд-блюз (англ. Contemporary R & B, який часто називають просто R & B) — музичний жанр, особливо популярний в США, сучасний вигляд якого було задано, починаючи з 1940-х років музикою у стилі R&B. Попри те, що скорочення «R&B» виробляє асоціації з традиційною музикою у стилі ритм-енд-блюз, сьогодні ця абревіатура використовується частіше для визначення стилю афроамериканської музики, що з'явився після диско у 1980-х. Цей новий стиль поєднує в собі елементи соулу, фанку, танцювальної музики і — в результаті появи течії нью-джек-свінг в кінці 1980-х — хіп-хопу.
Абревіатура R&B часто використовується замість повного визначення ритм-енд-блюз, тим часом деякі джерела визначають стиль як сучасний урбан (це назва формату радіо, яке транслює хіп-хоп та сучасний R&B).
Сучасний ритм-енд-блюз має гладкий, електронний стиль звучання з ритмами драм-машини і м'який, «соковитий» вокал. Типовим є використання ритмів хіп-хопу, однак різкість і твердість, притаманна хіп-хопу, також згладжується.
Існує популярна, хоча і невірна, напівжартівлива теорія — бекронім про те, що R&B в сучасному звучанні означає «rich and beautiful» — «красиві і багаті».
Список відомих виконавців R&B: The Weeknd, Black Eyed Peas, Mary J. Blige, Beyonce, Kelly Rowland, Ciara, Калі Учіс. 
Композиції в стилі R&B має в своєму репертуарі український гурт 
RvB (Руки'в Брюки)